# Kiyokuni Katsuo
Kiyokuni Katsuo (jap. 清國 勝雄; * 20. November 1941 in Ogachi (heute: Yuzawa), Präfektur Akita als Satō Tadao (佐藤 忠雄)) ist ein ehemaliger japanischer Sumōringer und Sportfunktionär. Kiyokuni ist ein Onkel des Ringers Tamanoshima.
Kiyokuni war bereits als Jugendlicher ein begeisterter Judoka. Durch einen Schulkameraden, der ein Neffe des früheren Yokozuna Terukuni war, welcher zu dieser Zeit Nachwuchs für seinen Ringerstall Isegahama-Beya suchte, konnte er sich diesem vorstellen und wurde nach Tokio eingeladen und dort unter Vertrag genommen. Er bestritt im September 1956 als Wakaikuni Tadao (若い國 忠雄) seinen ersten offiziellen Kampf. Im Januar 1962 nahm er den Namen Umenosato Tadao (梅ノ里 忠雄) und im Mai den Namen Kiyokuni Tadao (清國 忠雄) an. Er war ein vergleichsweise leichter Ringer – er wog in dieser Zeit unter 100 kg – und konnte erst 1963 zum Sekitori werden, d. h. die Jūryō-Division erreichen. Danach genügten ihm jedoch drei Basho, um in die Makuuchi-Division vorzustoßen.
Schon im März 1964 war Kiyokuni, wenn auch nur vorübergehend, Sekiwake. Im Mai nahm er den Namen Kiyokuni Katsuo, wechselte im März 1965 zurück zu Kiyokuni Tadao und im November 1967 wieder zurück zum Namen Kiyokuni Katsuo. Er pendelte in den nächsten Jahren zwischen den unteren Sanyaku-Rängen und den oberen Maegashira-Positionen, bis er ab etwa 1968 zu seiner Form fand und im Juli 1969 sogar seinen (einzigen) Turniersieg erreichte. Darauf wurde er zum Ōzeki ernannt und konnte diesen Titel bis zu seinem Karriereende 1974 halten. Insgesamt absolvierte er 62 Turniere in der Makuuchi und gewann drei Preise für besondere Leistung (Shukun-Sho) und vier Technikerpreise (Gino-Sho). Im Anschluss an seine Ringerkarriere übernahm er 1977 seinen alten Ringerstall als Oyakata (Stallmeister) und wurde bereits 1978 in das Direktorengremium des Sumōverbands gewählt.
Im September 2004 berief sich das Nachrichtenmagazin Shukan Post auf ihn, als es über angebliches Doping und abgesprochene Kämpfe berichtete. Der Verband erklärte, eine Untersuchung habe die Behauptungen der Zeitschrift nicht bestätigt. Isegahama Oyakata, der in dem Magazin die heutigen japanischen Ringer außerdem als einen „Haufen Weichlinge“ bezeichnet hatte, wurde seines Direktorenpostens enthoben.
| Personendaten    | Personendaten |
| ---------------- | --- |
| NAME             | Kiyokuni, Katsuo |
| ALTERNATIVNAMEN  | 清國 勝雄 (japanisch); Satō Tadao (wirklicher Name); Sato Tadao (wirklicher Name); 佐藤 忠雄 (japanisch); Wakaikuni Tadao; 若い國 忠雄 (japanisch); Umenosato Tadao; 梅ノ里 忠雄 (japanisch); Kiyokuni Tadao; 清國 忠雄 (japanisch) |
| KURZBESCHREIBUNG | japanischer Sumōringer und Sportfunktionär |
| GEBURTSDATUM     | 20. November 1941 |
| GEBURTSORT       | Ogachi (heute: Yuzawa), Präfektur Akita, Japan |